# 康布罗纳站
康布罗纳站（法語：Cambronne）是巴黎地鐵的一個車站，服務巴黎地鐵6號線，位於巴黎15區，得名于以法国将军皮埃尔·康布罗纳命名的康布罗纳路。康布罗纳站開業於1906年4月24日，最初是地鐵2號線南線的車站。車站所在處曾有一座城門。聯合國教科文組織總部位於康布罗纳站附近。

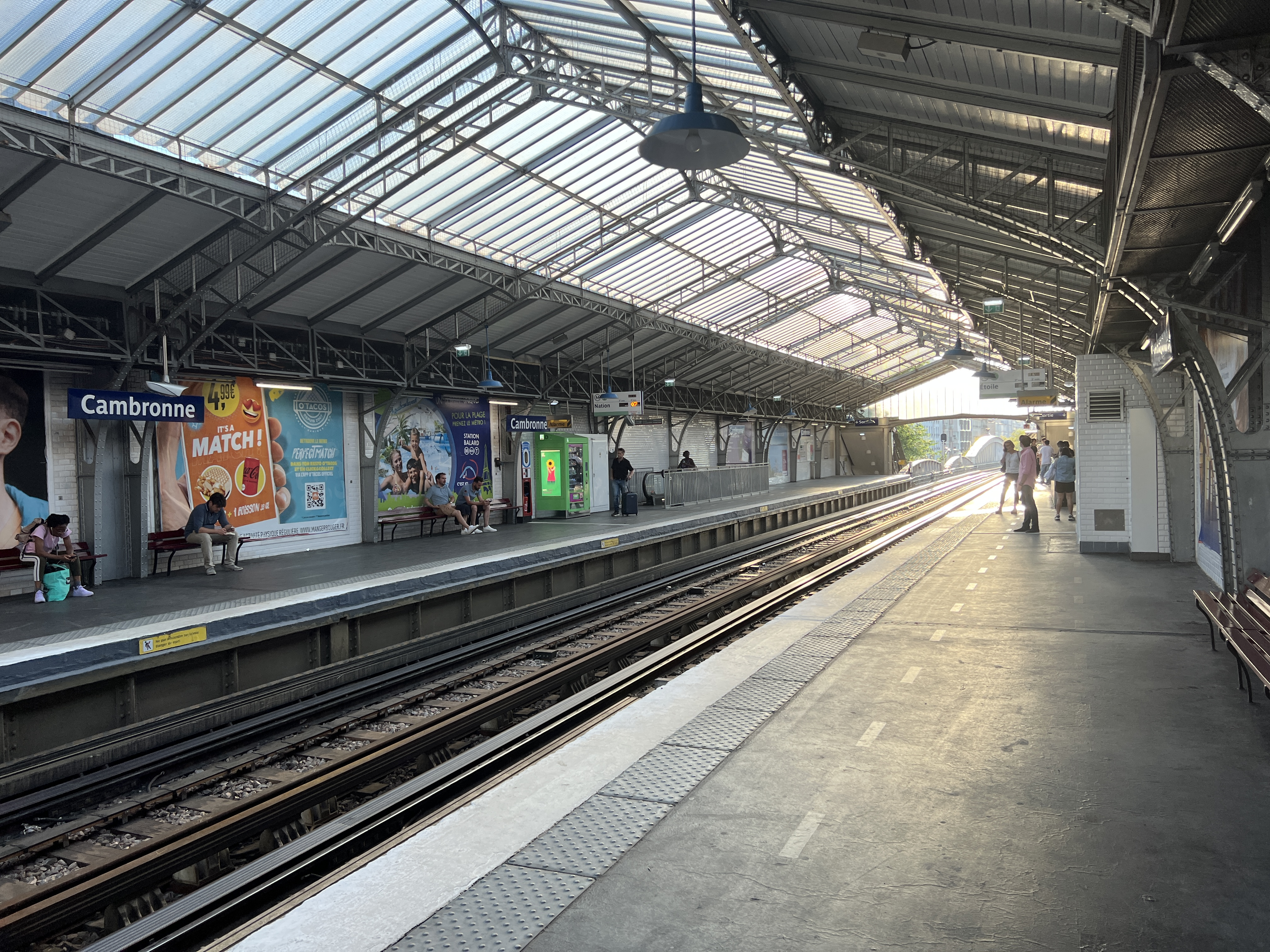
月台 (2022年7月)

## 車站結構
| 月台層 | 側式月台，右側開門 | 側式月台，右側開門                         |
| 月台層 | 往夏爾·戴高樂-星形 | 往夏爾·戴高樂-星形（拉莫特-皮凱-格勒內勒） |
| 月台層 | 往民族             | 往民族（塞夫爾-勒古布）                    |
| 月台層 | 側式月台，右側開門 |                                            |
| 1F     | 月台連接夾層       |                                            |
| 街道層 |                    |                                            |